# Saint-Sauveur-d'Aunis
 Saint-Sauveur-d'Aunis  es una población y comuna francesa, situada en la región de Poitou-Charentes, departamento de Charente Marítimo, en el distrito de La Rochelle y cantón de Courçon.

## Demografía
| 745 | 731 | 731 | 922 | 899 | 1069 |
| Para los censos de 1962 a 1999 la población legal corresponde a la población sin duplicidades (Fuente: INSEE [Consultar]) |     |     |     |     |      |